# Amietophrynus danielae
Amietophrynus danielae är en groddjursart som först beskrevs av Perret 1977.  Amietophrynus danielae ingår i släktet Amietophrynus och familjen paddor. IUCN kategoriserar arten globalt som otillräckligt studerad. Inga underarter finns listade i Catalogue of Life.